# QCad

QCad chạy trên Windows

QCad là phần mềm vẽ kỹ thuật hai chiều, có thể chạy trên nhiều hệ điều hành: Windows, Linux, Mac OS X, FreeBSD hoặc Solaris. So với AutoCAD, QCad là phần mềm gọn nhẹ hơn do chỉ hỗ trợ các bản vẽ hai chiều. Tuy vậy, nó cũng có nhiều tính năng tiện dụng như: phân lớp (layer), khối (block), bắt điểm (snap). Với các bản vẽ cơ khí, QCad hỗ trợ hơn 4800 dạng chi tiết phụ tùng khác nhau.
QCad làm việc với các tập tin có định dạng DXF của AutoCAD. Việc không hỗ trợ kiểu tập tin DWG của AutoCAD cũng là một hạn chế của phần mềm này.
Bên cạnh phiên bản thương mại QCad Professional, còn có QCad Community Edition (phiên bản dành cho Cộng đồng) với mã nguồn mở (theo giấy phép GPL). Bản nguồn mở này hạn chế hai tính năng là vẽ đường polyline và viết các đoạn mã ngắn (scripting), đồng thời không nhận được hỗ trợ kĩ thuật từ RibbonSoft.
QCad được lập trình bằng C++ với bộ công cụ Qt, trong đó có tích hợp khả năng tạo các đoạn mã lệnh ngắn (script) thông qua chức năng QScript.